# Avcıçayırı, Otlukbeli
Avcıçayırı là một xã thuộc huyện Otlukbeli, tỉnh Erzincan, Thổ Nhĩ Kỳ. Dân số thời điểm năm 2010 là 47 người.